# Cryptoscenea
Cryptoscenea is een geslacht van insecten uit de familie van de dwerggaasvliegen (Coniopterygidae), die tot de orde netvleugeligen (Neuroptera) behoort.

## Soorten
- C. antennalis Meinander, 1972
- C. australiensis (Enderlein, 1906)
- C. diversicornis Szir?i, 2001
- C. evansorum Smithers, 1984
- C. hoelzeli Szir?i, 1997
- C. novaeguineensis Meinander, 1972
- C. obscurior Meinander, 1972
- C. ohmi Szir?i, 1997
- C. orientalis C.-k. Yang & Liu, 1993
- C. serrata (Meinander, 1979)
- C. stylaris Szir?i & van Harten, 2006
- C. tanzaniae Meinander, 1998